# Asakawa (Fukushima)
Asakawa (浅川町 Asakawa-machi?) es un pueblo localizado en la prefectura de Fukushima, Japón. En junio de 2019 tenía una población de 6.173 habitantes y una densidad de población de 165 personas por km². Su área total es de 37,43 km².

## Geografía

### Municipios circundantes
- Prefectura de Fukushima
  - Shirakawa
  - Ishikawa
  - Tanagura
  - Samegawa

## Demografía
Según datos del censo japonés, la población de Asakawa ha disminuido en los últimos años.
| Año del censo | Población |
| ------------- | --------- |
| 1995          | 7.625     |
| 2000          | 7.484     |
| 2005          | 7.272     |
| 2010          | 6.888     |
| 2015          | 6,577     |